# بیمارستان مرکزی آیرشایر
بیمارستان مرکزی آیرشایر (به انگلیسی: Ayrshire Central Hospital) بیمارستانی سرویس سلامت همگانی (ان اچ اس) اسکاتلند در اسکاتلند است که در ۱۹۴۱ میلادی ساخته شد.